# The Register
 (juillet 2015).
Si vous disposez d'ouvrages ou d'articles de référence ou si vous connaissez des sites web de qualité traitant du thème abordé ici, merci de compléter l'article en donnant les références utiles à sa vérifiabilité et en les liant à la section « Notes et références ».
The Register (surnommé « El Reg ») est un magazine en ligne britannique d'actualité technologique fondé en 1994, qui traite principalement de l'industrie du logiciel avec un ton caustique. 
En 2001, Mike Magee, l'un des fondateurs (avec John Lettice), quitte la rédaction pour fonder The Inquirer (en) après quelques controverses. 

## Contenu
Le magazine publie régulièrement des commentaires de lecteurs ainsi que les « Critiques incendiaires de la semaine ». Depuis 2000, Simon Travaglia rédige une colonne intitulé Bastard Operator From Hell, série d'articles qui s'étend sur les vicissitudes de la vie d'administrateur réseau. Le magazine publie également des articles provenant d'autres sources Web dans le but d'augmenter son exposition. 
Le magazine déclare tendre vers une information objective et se targue d'étiqueter les articles d'opinion comme tels. 
Certains lecteurs ont l'impression que les sarcasmes sont plus appréciés que l'information objective[réf. nécessaire]. Le style est plus proche de celui des tabloïd (magazines à sensation britanniques) que des sites Web dédiés à la technologie. 
Pour le plus grand plaisir de son lectorat, le magazine publie à l'occasion des attaques personnelles (par exemple, un article visait Kevin Warwick, surnommé « Captain Cyborg »).
The Register s'est aussi attaqué à Wikipédia, affirmant que ce serait une « encyclopédie qui n'est pas une encyclopédie », ce qui lui a valu plusieurs réponses enflammées de Wikipédiens, que le magazine surnomme maintenant les « wiki-traficoteurs ».

## Exemples de traitement de l'information
Le titre des articles qui discutent de Yahoo! contiennent souvent des points d'exclamation : « Yahoo! Is! A! Search! Engine! »
Lorsqu'il discute de la Recording Industry Association of America (RIAA), le nom de l'association est toujours remplacé par « Recording Industry Ass. of America », où « Ass. », abréviation d'« Association », renvoie aussi à « ass » ; « âne » ou « cul » en anglais américain.
Les articles qui présentent des développements dans le domaine de l'intelligence artificielle sont souvent rédigés avec un ton alarmiste et sont regroupés sous la section « les machines prennent le pouvoir ».